# Hermanos de la Vida Común
Los Hermanos de la Vida Común  (en latín: Fratres Vitae Communis, FVC) fueron una comunidad religiosa católica iniciada en el siglo XIV vinculada a la devotio moderna, cuyos miembros buscaban una forma de entrega y santificación en el mundo desde el laicado, aunque también había clérigos entre ellos. Primeramente se constituyó una hermandad femenina —las Hermanas de la Vida Común—, que precedió a la versión masculina.
La organización fue fundada por Gerardo Groote, un otrora académico y educador exitoso y mundano que tras una experiencia religiosa se dedicó a predicar una vida de devoción simple a Jesucristo. Los Hermanos creían que el cristianismo debía practicarse no solo en contextos religiosos formales, sino también en la vida cotidiana, y buscaron promover una espiritualidad práctica que enfatizaba la piedad y devoción personales.
Los hermanos y hermanas no tomaban votos irrevocables, pero se congrebaban en comunidades, renunciando a sus bienes materiales para vivir vidas castas y estrictamente reguladas en casas comunes, dedicando cada minuto de su día a asistir a la misa, leer y predicar sermones, trabajar de manera productiva y comer en grupo mientras escuchaban pasajes bíblicos. De acuerdo con el historiador alemán Hans Baron: «[J]uzgada desde la disciplina ascética e intención de esta vida, tenía pocos rasgos que la distinguieran de la vida en un monasterio».
Los Hermanos de la Vida Común fueron un importante movimiento religioso de Baja Edad Media y el Renacimiento, y su énfasis en la educación, la piedad personal y la justicia social tuvo una influencia profunda en la cultura religiosa e intelectual de Europa.

## Contexto histórico
La congregación nació hacia la segunda mitad del siglo XIV, cuando los Países Bajos septentrionales fueron el escenario de constantes conflictos de la nobleza con sus vasallos y con las ciudades, que habían crecido notablemente en riqueza y poder desde las cruzadas, dando origen a un vívido interés en cuestiones políticas, sociales y eclesiásticas. El creciente amor por la libertad se mostró en un antagonismo de amplio alcance contra el clero, que fue fomentado por el desarrollo del estudio científico y aún más por el misticismo que era entonces tan popular, en contraste con el rígido y duro escolasticismo del período anterior.

### Gerardo Groote y ladevotio moderna
El creador de la devotio moderna fue Gerardo Groote (1340-1384), natural de Deventer, hijo de un acaudalado comerciante de paños: huérfano desde temprana edad, heredó de sus padres una cuantiosa fortuna. Buscando una "forma de entrega a la vida religiosa", durante años vivió en beguinaje, entregado "al estudio y a la oración" en Munnikhuizen. Fruto de sus estudios, y de la recopilación de notas, fue su obra Resoluciones y propósito, no votos. 
A través de su vinculación con los cartujos, estos le hicieron ver que su verdadera vocación se hallaba en la predicación, no en el silencio que practicaban ellos. Tras ser ordenado diácono, comenzó su labor de predicación. El más célebre de sus sermones fue De focaristis, en el que exponía ideas extremistas, como que "pecaban los que asistían a la misa celebrada por un sacerdote concubinario conocido y que pecaba también el obispo que lo consentía". Los sacerdotes concubinarios abundaban en la sociedad de su tiempo. Grooten afirmaba "que los sacramentos no obran sino en relación con la santidad de quienes los imparten". Asimismo, afirmaba que "el matrimonio era un obstáculo en el camino de la salvación", idea extrema que tampoco podía admitirse. Por estas razones fue suspendido de su oficio como predicador.

### Hermanas de la vida común
Estando en  Deventer, su ciudad natal, Gerardo Groote compuso unas minuciosas normas a modo de reglamento para las beguinas a las que había cedido su casa y medios tras su conversión en (1374). Las piadosas mujeres que aceptaron aquellas radicales normas de vida tomaron el nombre de Hermanas de la Vida Común. Eran en total unas 16 mujeres que decidieron vivir en comunidad, pero sin hacer votos religiosos; renunciaban a los bienes patrimoniales, se dedicaban a curar enfermos, a la enseñanza de las jóvenes y a los labores domésticas.

### Florencio Radewijns y los Hermanos
Entre los seguidores de Groote también había varones, destacando Florencio Radewijns (1350-1400), sacerdote y compatriota, que siguiendo a su maestro y amigo, a la muerte de este, impulsó la congregación de hombres, idéntica a la de las mujeres, que pasó a denominarse los Hermanos de la Vida Común. Ambas organizaciones compartían normas y modo de vida, les unían sus sentimientos religiosos y su deseo de vivir conforme a la doctrina cristiana, siendo el celibato su nota común.

## Características de la hermandad
La mayoría de los Hermanos eran laicos que no profesaban los votos monásticos, a saber obediencia, pobreza y castidad. Se dedicaron a hacer obras de caridad, cuidando de los enfermos, el estudio y la enseñanza de la Biblia. Fundaron un número de escuelas que se hicieron famosas por sus altos estándares de aprendizaje. Muchos hombres famosos asistieron a sus escuelas, incluyendo Nicolás de Cusa, Tomás de Kempis y Erasmo.
El hábito incluía una capucha, con la que se cubrían la cabeza, de ahí que se les conociera como cucullati. Buscaban vivir en la pobreza y el desprendimiento de los bienes materiales, pero rechazaban la mendicidad, lo cual les enemistó con los franciscanos, que la practicaban. Vivían de la copia de manuscritos y de la edición y venta de libros —y esto mucho antes de la invención de la imprenta—. Su labor era también una obra de apostolado, ya que esto les permitía elegir cuáles copiar, editar y divulgar. Contribuyeron al desarrollo de la imprenta, tras de la cual su labor se hizo más llevadera y eficiente. A su entender, "la palabra escrita superaba en muchos aspectos a la enseñanza oral". De esta forma, utilizaban una singular forma de oración, "escribir pequeñas proposiciones" que les servía de "guía para la meditación" y las numeraban, de forma que les sirvieran en la práctica como conducta.
Además de la copia, edición y venta de libros mantenían una actividad externa, que practicaban según fueran eclesiásticos o laicos: los primeros predicaban en las iglesias y los segundos mantenían reuniones —las llamadas collationes mutuae— en las que se comentaban las Escrituras o se insistía en la necesidad de mantener los principios morales. La fidelidad a la Iglesia estaba por encima de cualquier consideración, así como la prudencia en el comportamiento.

## Regla de vida
Los Hermanos de la Vida Común no habían adoptado ninguna de las Reglas de vida existentes, pero tenían una especie de reglamento sencillo y cotidiano. El día comenzaba a las tres de la madrugada, esto en cualquier estación. Tras levantarse, oraban durante dos horas, meditando y leyendo las Sagradas Escrituras. Su afición por la palabra escrita les llevaba a tomar notas, lo que también les servía para mantenerse despiertos. A las cinco se retiraban a sus respectivas celdas para iniciar el trabajo, parece que trabajaban en solitario, continuando en su labor hasta la hora de la Santa Misa, a la que acudían todos en procesión y cantando salmos. Concluida la celebración religiosa, regresaban a su celda hasta la hora de la primera comida, que hacían en el refectorio común sobre las diez de la mañana. Tras la comida volvían a la celda hasta la hora Nona. Tras el rezo individual continuaban su trabajo hasta las ocho de la tarde, sólo interrumpido por una corta meditación. Si precisaban más alimentos, los consumían en la celda. El día concluía con un examen de conciencia personal, previo al descanso nocturno de seis horas, el cual daba comienzo a las nueve de la noche.

## Consideraciones
La regla de vida de los Hermanos de la Vida Común "hacía posible a los laicos acceder a la plenitud de la vida religiosa", influyendo en la sociedad de su tiempo. Con todo, según Luis Suárez "no hay en esta nueva dimensión religiosa ningún proyecto de reforma de la Iglesia ni tampoco la menor sombra de humanismo: los hermanos se enfrentaban con el mundo como si este no fuera otra cosa que el escenario de vicios y tentaciones que debían ser radicalmente combatidos". De la misma forma, "la naturaleza, el paisaje y el amor humano eran considerados como celadas del Maligno, de las que era preciso huir hacia ese refugio interior en que predominaban el trabajo y el silencio". En este sentido, la meta fijada por Florencio de Radewijns era la de "crear arquetipos de santidad sólidos y profundos, según el modelo de Cristo; de este modo se podía suscitar en la sociedad un deseo de imitación".
Aunque la actividad de los Hermanos de la Vida Común influyó en el desarrollo de la imprenta, la devotio moderna, no era plenamente humanista, por su rechazo físico y espiritual del mundo y por su negación de la especulación racional frente al valor de la voluntad de Dios, y la actuación sobre el mundo: "una acción sobre el mundo llegaría a calificarse de peligrosa para la propia perfección". Aunque Erasmo de Róterdam, paradigma del humanista, reconoce la influencia que la «devoción moderna» tuvo en su formación espiritual.